# Girl (chanson des Destiny's Child)
Pour les articles homonymes, voir Girl.
Singles de Destiny's Child
Soldier
(2004) Cater 2 U
(2005)
Girl est une chanson R'n'B interprétée par le groupe féminin de R'n'B Destiny's Child. Elle est écrite par Beyoncé Knowles, Kelly Rowland, Michelle Williams, Rodney Jerkins, Ric Rude, Angela Beyince, Sean Garrett, et Patrick Douthit pour le quatrième album studio des Destiny's Child Destiny Fulfilled de 2004. Produite par Beyoncé et 9th Wonder, la chanson contient des éléments et échantillons de la chanson Ocean of Thoughts and Dreams écrite par Don Davis et Eddie Robinson, et interprétée par The Dramatics. Sortie comme le troisième single de l'album, le single prend la 23e place dans le Billboard Hot 100 américain, ce qui en fait le single le moins bien classé des Destiny's Child depuis Bug a Boo en 1999.

## Clip vidéo
La vidéo est divisée en deux « univers »: Destiny's Child dans l'appartement de Beyoncé et le même trio dans une émission de télévision fictive. La vidéo commence avec Beyoncé, Michelle, et Kelly entrent dans l'appartement de Beyoncé et de s'installent avec des snacks et du vin puis elles regardent une émission fictive stylée d'après Sex and the City. Après les crédits de la vidéo, Beyoncé et Michelle rencontre Kelly pour déjeuner. Tout au long de la vidéo, les femmes dans la maison répondent aux évènements du programme à travers des gestes et des actions, tandis que, dans la télévision, le dialogue de la chanson correspond à la conversation des femmes dans le restaurent.
Beyoncé confronte Kelly à propos de son air triste et de ses problèmes supposées avec son petit ami, mais Kelly fait une feinte et insiste sur le fait que tout va bien. Ni Michelle ni Beyoncé sont convaincus. Les spectateurs peuvent voir que, à une occasion, son petit ami prend des heures pour rentrer à la maison sans explication et, quand il arrive enfin, Kelly, blessée, jette sa nourriture loin avant de monter les marches pour pleurer. Kelly avoue certains problèmes, tout en faisant des excuses à son petit ami, à cause de son emploi du temps chargé et de ses propres sautes d'humeur. Beyoncé, toutefois, roule des yeux pour ses excuses, et assure Kelly qu'elle et Michelle l'aiment et qu'elle ne doit pas souffrir seule. À la suite de cela, Kelly commence à pleurer et à rire en même temps. Michelle passe pour lui raconter la journée dans laquelle elle s'est heurtée avec le petit ami de Kelly et quand elle le vit dans une bijouterie avec une autre femme.
Plus tard, Kelly peut être vue en regardant froidement et en colère son petit ami quand il vient à la maison. Il arrive en s'excusant, mais Kelly requinque, et balance une paire de menottes floues.  Il sourit et commence à la suivre à l'étage. Dans la scène qui suit immédiatement, il est nu, portant seulement une paire de gants de boxe (dans certaines versions, son derrière est flou) et il est menotté sur le balcon. Avec ses valises et la clé de menottes à la main, elle le laisse et elle rit. Les filles sont finalement vues en train de marcher dans la rue de la ville, se tenant par la main, comme sur une image d'eux qui passe avec un bus de la ville.
Le clip vidéo est présent sur le DVD bonus du Destiny Fulfilled Tour ainsi que sur l'édition japonaise du DVD Destiny's Child: Live in Atlanta.

## Ventes
La chanson est choisie pour être un single avant Cater 2 U dans un vote sur le site officiel des Destiny's Child. Toutefois, la chanson ne fonctionne pas par rapport aux anciens singles et prend la 23e place du classement des singles américains Billboard Hot 100 et la 10e position du classement Hot R&B/Hip-Hop Songs. Le single souffre des faibles téléchargements qu'il l'empêche d'entrer dans le top 20. Après la contre-performance de Girl, Destiny's Child sort Cater 2 U comme quatrième single de l'album.
Bien que Girl prenne une position décevante aux États-Unis, le single a une forte diffusion radio et vidéo au Royaume-Uni. Il devient un single dans le top 10 pour le groupe, en entrant à la sixième position. Girl est le dernier single du groupe dans les marchés musicaux européens car les singles suivants, Cater 2 U et Stand Up for Love sont annulées à cause de leurs contres-performances dans les classements américains. En Australie, Girl entre dans le top 5 des classements urbains et des singles officiels.

## Liste des pistes
- Single Australie

1. Girl (Version Radio)
2. Girl (JS Club Mix)
3. Girl (Junior Vasquez Club Dub)
4. Girl (The Freshman Remix)
5. Got's My Own

- Single Europe COL 675808 2

1. Girl (Version Radio)
2. Girl (Junior Vasquez Club Dub)
3. Girl (JS Club Mix)
4. Girl (The Freshman Remix)
5. Got's My Own

- Single Remixes

1. Girl (Version Single)
2. Girl (Maurice Joshua "U Go Girl" Remix)
3. Girl (Single Version Instrumentale)
4. Girl (Junior Vasquez Club Dub)
5. Girl (JS Club Mix)

- CD Royaume-Uni Partie 1[2]

1. Girl (Version radio)
2. Girl (Kardinal Beats Remix)

- CD Royaume-Uni Partie 2

1. Girl (Version radio)
2. Girl (JS Club Mix - Maurice Joshua Remix)
3. Got's My Own

## Classements
| Pays                            | Meilleure position |
| ------------------------------- | ------------------ |
| Australie                       | 5                  |
| Autriche                        | 56                 |
| Belgique                        | 26                 |
| Canada                          | 12                 |
| Danemark                        | 13                 |
| Pays-Bas                        | 11                 |
| Allemagne                       | 38                 |
| Irlande                         | 8                  |
| Italie                          | 12                 |
| Nouvelle-Zélande                | 6                  |
| Roumanie                        | 23                 |
| Suède                           | 49                 |
| Suisse                          | 26                 |
| Royaume-Uni                     | 6                  |
| Billboard Hot 100               | 23                 |
| Billboard Hot R&B/Hip-Hop Songs | 10                 |
| Billboard Pop 100               | 12                 |

## Crédits et personnel
- Voix principales: Beyoncé Knowles (1 couplet), Kelly Rowland (1 couplet) et Michelle Williams (1 pont)
- Production vocale: Beyoncé Knowles et Kelly Rowland
- Enregistré par: Jim Caruna aux Sony Music Studios, New York
- Mixage audio: Dave "Hard Drive" Pensado
- Masterisé par: Tom Coyne

## Versions officielles
| - Girl (Version radio) - Girl (Instrumentale) - Girl (Junior Vasquez Club Dub Mix) - Girl (Maurice's Junior Club Mix) - Girl (Maurice's Classic U GO GIRL Vocal Mix) - Girl (Maurice's Classic U GO GIRL Extended Mix) - Girl (Maurice's Classic U GO GIRL Remix Radio Edit Part 1) | - Girl (Maurice's Classic U GO GIRL Remix Radio Edit Part 2) - Girl (Maurice's Js Club Mix) - Girl (The Freshman Remix) - Girl (The Freshman Remix - Extended Version) - Girl (Kardinal Beats Remix) |